# Shenzhen Nanling Tielang
Shenzhen Nanling Tielang Futsal Club – chiński klub futsalowy z siedzibą w mieście Shenzhen, obecnie występuje w najwyższej klasie rozgrywkowej Chin.

## Sukcesy
- Mistrzostwo Chin (5): 2011/12, 2012/13, 2013/14, 2015/16, 2017/18[1]